# Potioja 2da. Sección
Potioja 2da. Sección är en ort i Mexiko.   Den ligger i kommunen Salto de Agua och delstaten Chiapas, i den sydöstra delen av landet, 700 km öster om huvudstaden Mexico City. Potioja 2da. Sección ligger 478 meter över havet och antalet invånare är 419.
Terrängen runt Potioja 2da. Sección är huvudsakligen kuperad. Potioja 2da. Sección ligger uppe på en höjd. Runt Potioja 2da. Sección är det ganska glesbefolkat, med 38 invånare per kvadratkilometer. Närmaste större samhälle är Salto de Agua, 4,8 km norr om Potioja 2da. Sección. Trakten runt Potioja 2da. Sección består till största delen av jordbruksmark.